# Jatropha andrieuxii
Jatropha andrieuxii är en törelväxtart som beskrevs av Johannes Müller Argoviensis. Jatropha andrieuxii ingår i släktet Jatropha och familjen törelväxter. Inga underarter finns listade i Catalogue of Life.